# Desierto de Gibson

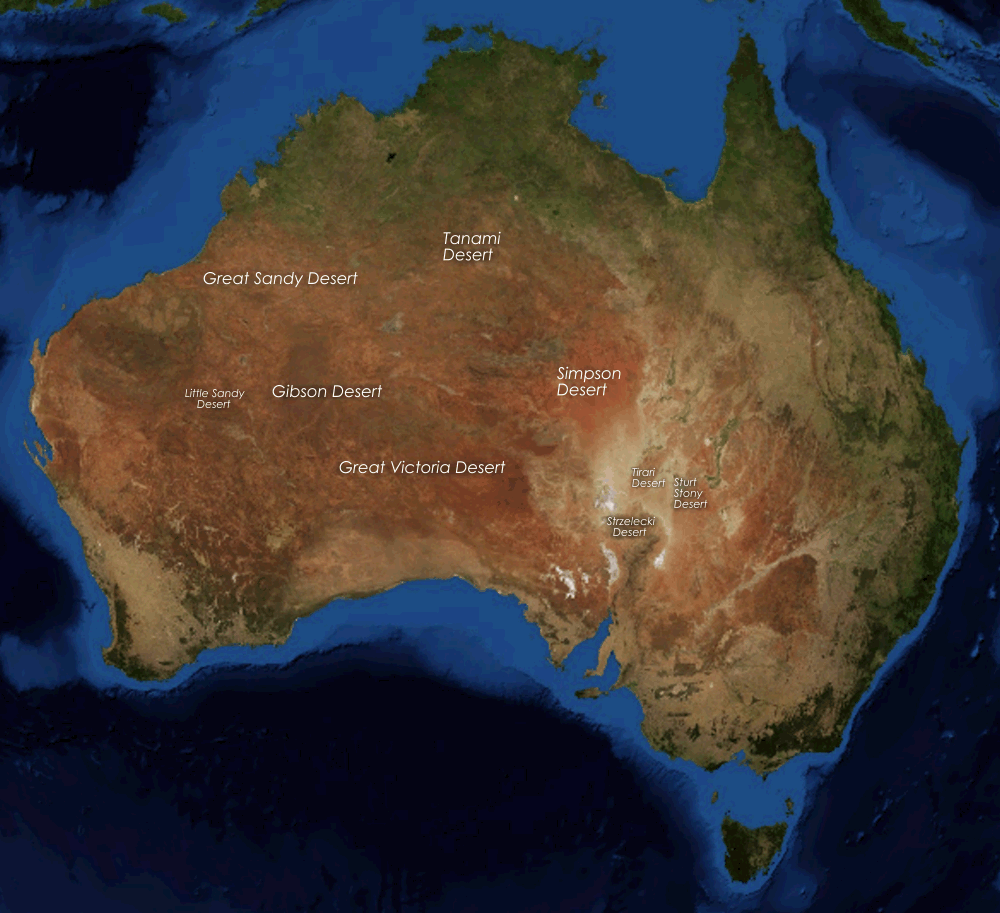
Localización de los desiertos en Australia.

El desierto de Gibson es un desierto localizado en Australia Occidental. Presenta una gran superficie de 155 000 km² y los únicos australianos que la habitan son aborígenes. Es un terreno arenoso con dunas y hierba seca. Entre la fauna más característica cabe destacar al canguro rojo y al emú. 
Forma parte de la meseta de Australia Occidental y se extiende entre el lago Disappointment y el lago MacDonald, a lo largo del trópico de Capricornio. Es un área donde abundan piedras y rocas. El nombre del desierto se debe a Alfred Gibson, explorador que murió en su intento de cruzarlo durante una expedición en 1874 junto a otro explorador, Ernest Giles, que sobrevivió y bautizó al desierto en honor a su compañero.

## Clima
Las precipitaciones en el desierto de Gibson rondan los 200-250 mm anuales. El clima es normalmente cálido, con máximas térmicas que alcanzan los 40 °C en verano y 18 °C en invierno.

## Ambiente y vida salvaje
Debido a la ausencia de agricultura e industria a gran escala en toda la región, el medio ambiente apenas ha sufrido cambios notables en los últimos tiempos. Sin embargo, recientemente han comenzado a establecerse algunas especies alóctonas. Existen varias estaciones ganaderas en los límites del desierto, pero la mayoría no se utilizan o son inaccesibles. El paisaje, formado hace 200 millones de años, está compuesto por dunas de arena fosilizada, alternadas con cortezas rocosas cubiertas de hierba seca. La ausencia de lluvia y el intenso calor han impedido al hombre alterar este territorio. Esta amplia región árida está habitada por tribus aborígenes.

## Ocio y turismo
La Reserva Natural del Desierto de Gibson es muy popular debido a sus tours en todoterreno por el desierto desde la famosa Gunbarrel Highway.

## Geografía
El desierto de Gibson se encuentra al sur del Gran Desierto Arenoso y al norte del Gran Desierto de Victoria, a una altitud de unos 500 m s. n. m. Los mayores asentamientos se disponen en las regiones más elevadas (y más frescas).

## Biogeografía

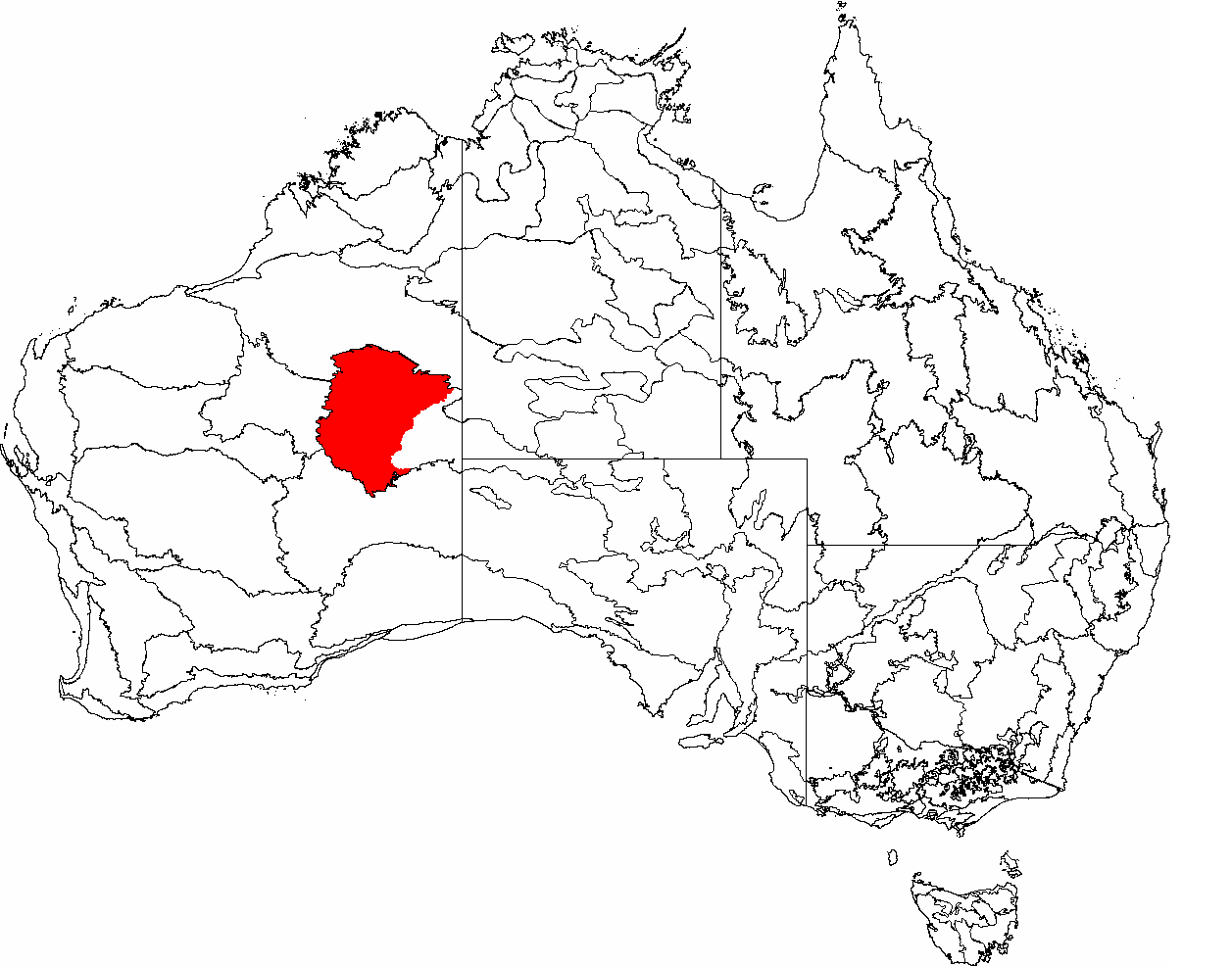
Regiones que conforman el IBRA, con el desierto de Gibson en rojo.

El desierto de Gibson pertenece a una de las regiones IBRA (Interim Biogeographic Regionalisation for Australia) de Australia Occidental y a una ecorregión perteneciente al World Wildlife Fund.